# St. Johann (Saar)
St. Johann ist ein Stadtteil der saarländischen Landeshauptstadt Saarbrücken. Er trägt die Bezirksnummer 13 und hat etwa 30.000 Einwohner. St. Johann wurde im Jahr 1322 zur Stadt erhoben. Am 1. April 1909 wurde St. Johann mit den Städten Saarbrücken und Malstatt-Burbach zu einer Stadt mit dem Namen Saarbrücken vereinigt. Verwaltungssitz der neuen Stadtgemeinde und heutigen Landeshauptstadt Saarbrücken war und ist seitdem St. Johann.

## Geschichte

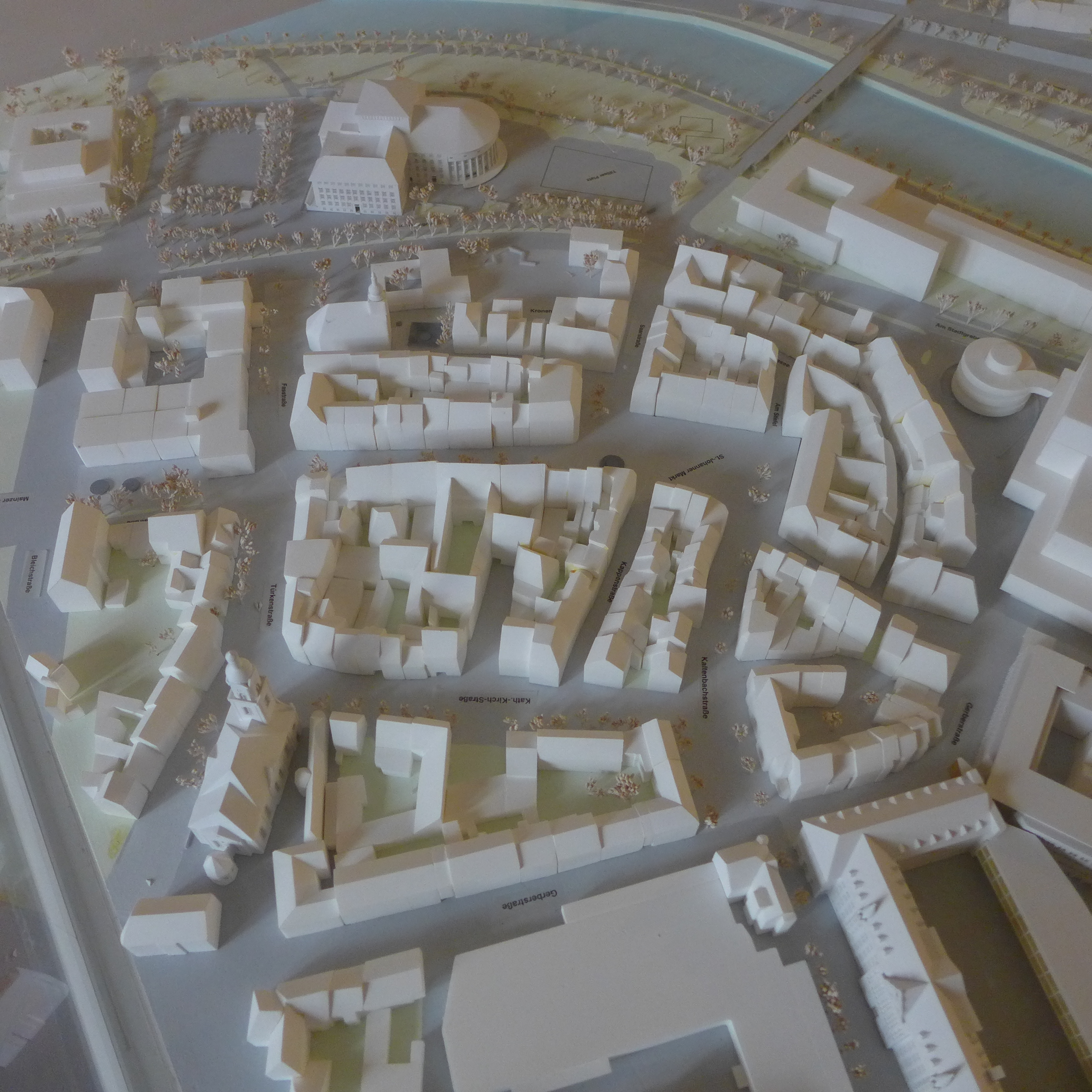
St. Johann, Altstadtkern, Stadtmodell

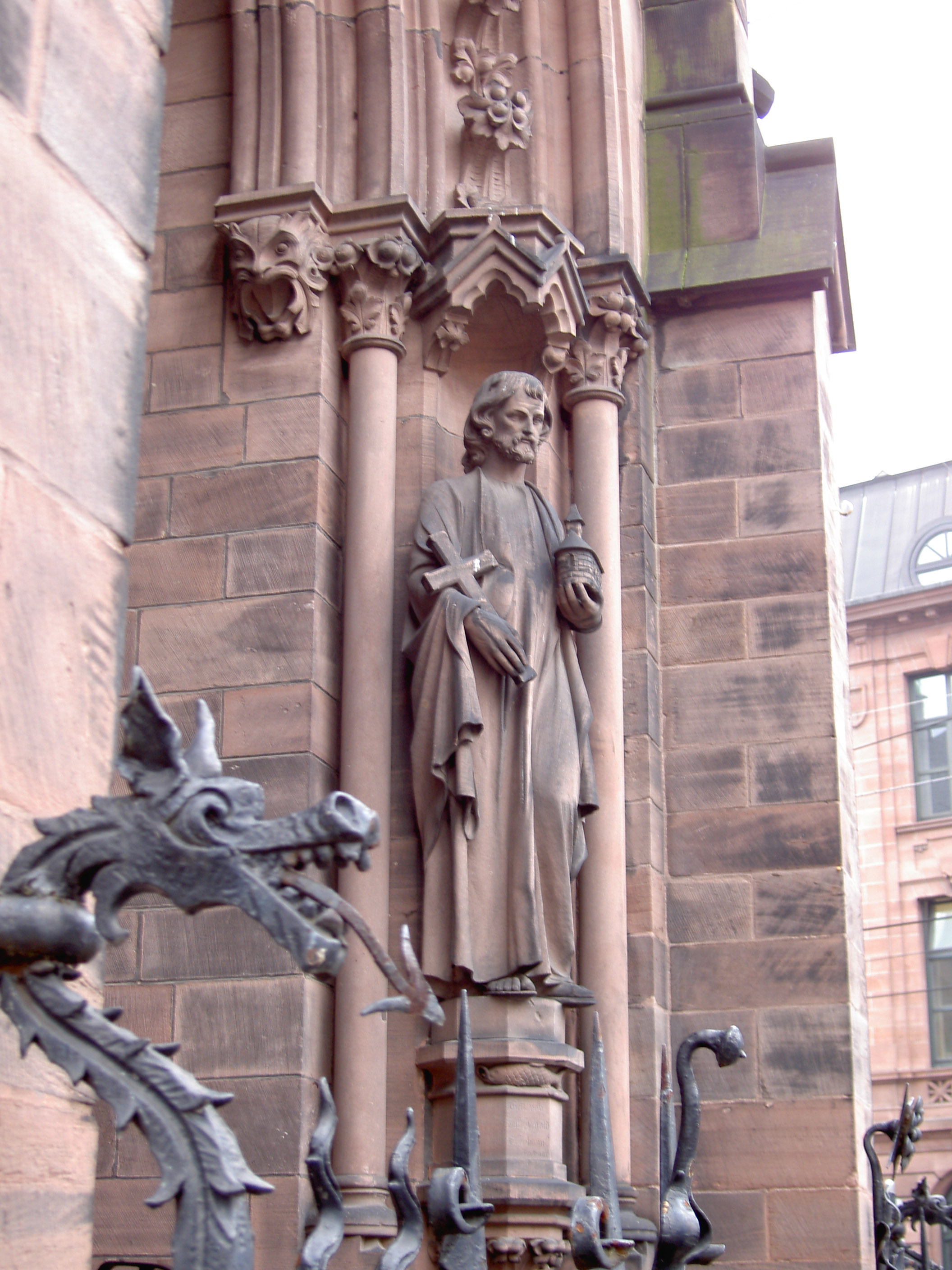
Figur des Arnulf von Metz, Portal der evangelischen Johanneskirche in St. Johann. Die Gründungslegende der St. Johanner Ortskirche besagt, Arnulf habe im Jahr 629 seinem Bischofsamt entsagt und sich in die sogenannte Heidenkapelle (ehemaliges Mithräum) am Halberg zurückgezogen, wo bereits sein angeblicher Vater, der heilige Arnual, als Einsiedler gelebt habe. Von dort aus habe er die Erbauung der Johannes dem Täufer gewidmeten Kapelle (heute Ort der Basilika St. Johann) im Fischerdorf St. Johann initiiert. Vom Titelheiligen dieser Kapelle hat dann das Fischerdorf den Ortsnamen St. Johann übernommen.

Im Kernbereich des heutigen St. Johann wird eine vorgeschichtliche Siedlung vermutet, die jedoch von heutiger Bebauung überdeckt ist, sodass es nur zu Zufallsfunden kommt. Aus der Jungsteinzeit wurden in St. Johann Steinklingen und Keramik gefunden. An einem Bestattungsplatz wurden Hals- und Armringe aus der Eisenzeit entdeckt.
Eine römerzeitliche Siedlung auf der hochwasserfreien Terrasse im heutigen St. Johann wird vermutet, ein Knüppeldamm im Bereich der heutigen Dudweilerstraße und Gerberstraße ist nachgewiesen.
St. Johann am rechten Ufer der Saar war im Mittelalter ein Fischerdorf und wurde im Jahr 1265 erstmals urkundlich erwähnt. Der Name geht auf eine Kirche zurück, die Johannes dem Täufer geweiht war. An ihrer Stelle befindet sich heute die Basilika St. Johann.
Der Ort („Sente Johan dat dorf“) erhielt zugleich mit Saarbrücken im Jahr 1322 durch den Grafen Johann I. von Saarbrücken die Stadtrechte. Die heutige abseitige Lage der Basilika St. Johann, die an der Stelle der früheren mittelalterlichen Kapelle von St. Johann steht, vom heutigen Zentrum, dem St. Johanner Markt, erklärt sich dadurch, dass sich der St. Johanner Markt ursprünglich in der für mittelalterliche Verhältnisse recht breiten Katholisch-Kirch-Straße befand und dann im Spätmittelalter an seinen heutigen Platz verlegt wurde.
Mitte des 18. Jahrhunderts entstanden unter der Regentschaft von Fürst Wilhelm Heinrich Vorstädte, zwei barocke Kirchen und Bürgerhäuser. Mit dem Bau des Hauptbahnhofs im Jahr 1852 erlebte St. Johann als Verkehrszentrum einen wirtschaftlichen Aufschwung. Im Jahr 1890 wurde die Straßenbahn Saarbrücken durch St. Johann eröffnet. Im Jahr 1909 schlossen sich St. Johann, Saarbrücken und Malstatt-Burbach zur Großstadt Saarbrücken zusammen und St. Johann wurde Sitz der Großstadtverwaltung. Im Zweiten Weltkrieg wurden viele Gebäude in Mitleidenschaft gezogen. Im Jahr 1960 wurde anstelle des Promenadenstegs die Berliner Promenade entlang der Saar gebaut. Jahrzehntelang war die Bahnhofstraße die wichtigste Verkehrsachse St. Johanns, bis nach Schaffung der Fußgängerzone die Kaiserstraße diese Rolle übernahm. Im Jahr 1997 wurde die Saarbahn in St. Johann eröffnet. Im Jahr 2011 wurde die alte Bergwerksdirektion Saarbrücken in die Europa-Galerie integriert.

## Demografie
Stand 31. Dezember 2018 lebten in St. Johann 31.641 Menschen. Darunter waren 2657 (8,4 %) jünger als 15 Jahre und 5318 (16,8 %) älter als 65 Jahre. Die deutsche Staatsangehörigkeit besaßen 24.918 Einwohner (78,8 %). 6723 Einwohner (21,3 %) waren Ausländer, darunter besaßen 2993 (9,5 %) die Unionsbürgerschaft und 3730 (11,8 %) waren Nicht-EU-Ausländer. 69,5 % der Haushalte waren Ein-Personen-Haushalte; nur in 9,5 % der Haushalte lebten Kinder.

## Politik

### Parteipolitische Tendenzen
Analysen der Stadt Saarbrücken zum langfristigen Wahlverhalten ihrer Bewohner kamen zu folgenden Ergebnissen: fünf der neun Stadtbezirke in Sankt Johann sind Hochburgen der Partei Bündnis 90/Die Grünen, die auch in den anderen beiden Bezirken des Stadtteils stets Ergebnisse über dem stadtweiten Durchschnitt erzielt. Die Linke und die FDP haben je eine Hochburg in Sankt Johann. Die Linke erzielt dazu in vier, die FDP in drei weiteren Bezirken Ergebnisse über dem stadtweiten Durchschnitt. Die CDU hat keine Hochburg in Sankt Johann, erzielt jedoch in fünf der neun Bezirke Ergebnisse über dem stadtweiten Durchschnitt, während die Ergebnisse der SPD in ganz Sankt Johann unter dem Durchschnitt liegen.

### Wappen

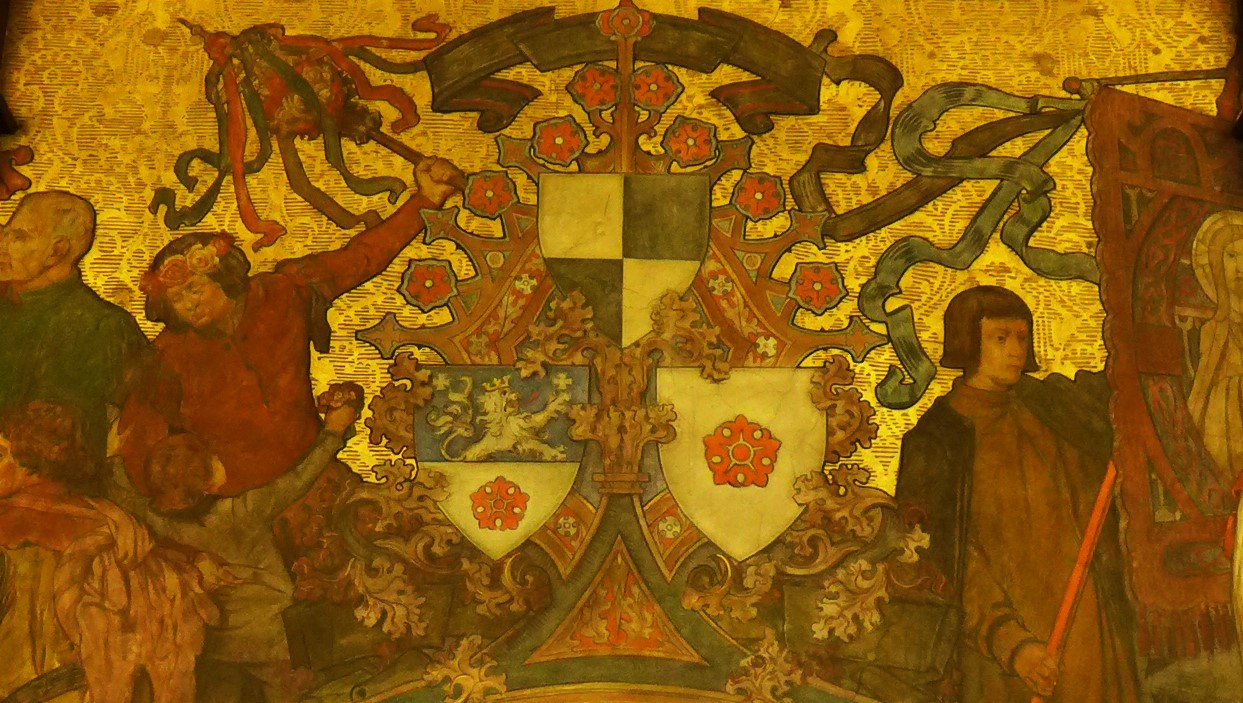
Wappen St. Johann, Ratssaal St. Johann, Gemälde von Wilhelm Wrage

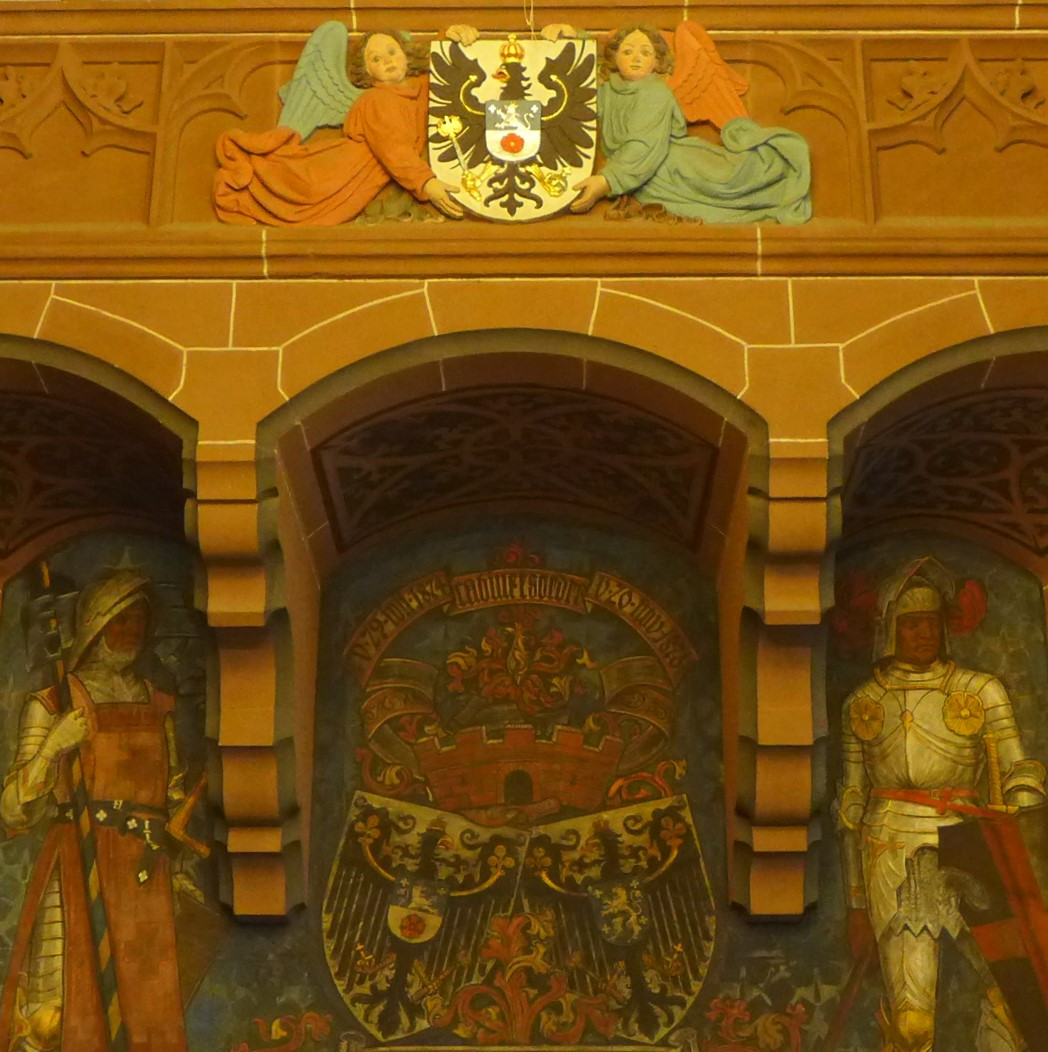
Wappen St. Johann und Saarbrücken, Ratssaal St. Johann, Gemälde von Wilhelm Wrage

Bei der Stadtrechtsverleihung im Jahr 1322 führte St. Johann bereits ein eigenes Siegel, wie aus dem Wortlaut der Verleihungsurkunde hervorgeht. Ein Siegelabdruck bzw. eine Beschreibung ist allerdings nicht erhalten.
Der Freiheitsbrief des Grafen Johann I. von Saarbrücken aus dem Jahre 1321 beinhaltete auch das Gebot, dass

„alle die, di in diser vriheide sind oder kumen, solent dun versigelen mitter stede ingesigel, was sie erbeschafte keufen ar verkeufen oder antweselen.“

Allerdings wurde in diesem Freiheitsbrief nicht bestimmt, welches Aussehen dieses verliehene Siegel denn habe. Es darf vermutet werden, dass das verliehene Siegel Ähnlichkeit oder Übereinstimmung hatte mit demjenigen Siegel, das Graf Johann III. von Nassau-Saarbrücken, der Sohn Elisabeths von Lothringen, am 6. März des Jahres 1462 den Schöffen der Stadt St. Johann verlieh (Umschrift: „Sigillum Scabinorum opidi Sarabrucken et Sancti Johanis“):
Ein geteilter Wappenschild (Wappenschild der Schöffen von Saarbrücken und St. Johann von 1462) oben mit einem goldgekrönten, goldbewehrten und rotgezungtem silbernen Löwen in Blau, bestreut von silbernen Kreuzen (Wappen der Grafen von Saarbrücken-Commercy) und unten einer roten Rose in silbernem Feld (Wappenrose von St. Johann).
Dieses Wappen war bis zum Ausbruch der Französischen Revolution an der Saar im Jahr 1793 in Gebrauch. Am 22. Dezember 1817 wurde das Schöffenwappen aufgrund der königlichen Kabinettsorder des preußischen Königs Friedrich Wilhelm III. wieder eingeführt und war bis zur Trennung der Städte Saarbrücken und St. Johann durch allerhöchste Kabinettsorder König Friedrich Wilhelms IV. von Preußen vom 3./15. Mai 1859 in Gebrauch.
Nach der Trennung der Städte Saarbrücken und St. Johann durch König Friedrich Wilhelm IV. von Preußen in der Städteordnung der Rheinprovinz vom 3./15. Mai 1859 führte die Stadt St. Johann bis zum 19. Juni 1876 folgendes Wappen:
Eine rote Rose mit goldenem Samenkapseln und grünen Kelchblättern (Rose von St. Johann) in weißem bzw. silbernem Feld.
Anlässlich der Einweihung des Winterbergdenkmals am 9. August 1874 zur Erinnerung an die Schlacht bei Spichern vom 6. August 1870 hatte der Trierer Regierungspräsident Arthur Paul Ferdinand von Wolff den versammelten Gästen mitgeteilt, dass König Wilhelm I. von Preußen, seit 1871 Deutscher Kaiser, durch allerhöchste Kabinettsorder im Handschreiben von Gastein vom 29. Juli 1874 genehmigt hatte,

„dass die Städte Saarbrücken und St. Johann zur Erinnerung ihrer patriotischen und opferwilligen Haltung während des letzten Krieges fortan in ihrem Wappen die preußischen Farben führen dürfen.“

Für St. Johann wurden daraufhin vom preußischen Heroldsamt zwei Alternativvorschläge erarbeitet:
1. das Stadtwappen von St. Johann („Schöffenwappen“ von 1462) mit schwarz-silbern gestücktem Bord oder
2. den preußischen Adler mit dem St. Johanner „Schöffenwappen“ von 1462 als Brustschild.

Am 19. Juni 1876 setzte sich die Stadtverordnetenversammlung über das Alternativangebot hinweg und entschied sich in einem Gesuch an Wilhelm I. gleich für beide Wappenalternativen. Das Gesuch wurde von Kaiser Wilhelm I. in seiner Personalunionsfunktion als preußischer König durch Kabinettsorder vom 20. November 1876 positiv beschieden. Dabei wurde das Wappen mit einer städtischen Mauerkrone mit drei Türmen versehen und die den Löwen umgebenden Fußspitzkleeblattkreuze gegen vier kleine Tatzenkreuze, die jeweils dem preußischen Eisernen Kreuz ähneln, ersetzt.
Diese beiden Wappen wurden von der Stadt St. Johann bis zur Bildung der Großstadt Saarbrücken im Jahr 1909 geführt.

### Bürgermeister

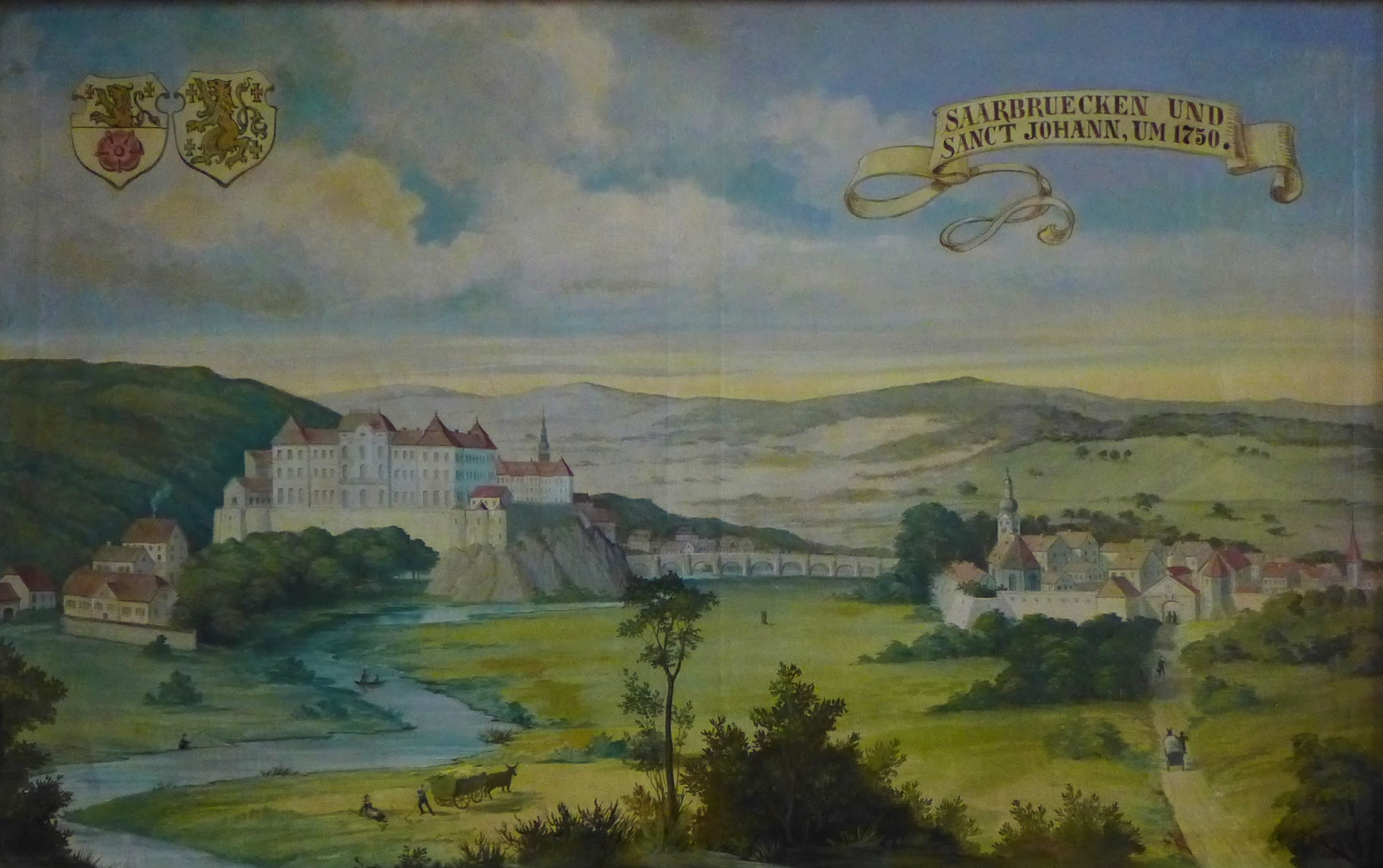
St. Johann an der Saar, Zustand im 18. Jahrhundert, links Saarbrücken, in der Mitte die Saar, rechts St. Johann (Gemälde im Rathaus St. Johann)

Liste der Bürgermeister seit der Frühen Neuzeit bis zur Städtevereinigung
16. Jahrhundert
• 1528 Jorg
• 1548 Paulus Schneider
• 1549 Heinrich Wagner
• 1561 Max Meinzweiler
• 1589 Georg Reiß
• 1590 Hans Müller
• 1591 Joachim Becker
• 1592 Jakob Kiefer
• 1593 Jakob Metzger
• 1594 Adam Schumacher
• 1595 Kaspar Taison, der welsche Metzger
• 1596/97 Kaspar Metzger
• 1598 Michael Hutwohl
• 1599 Arnual Geißbauer, Schneider
17. Jahrhundert
• 1600/01 Jakob Reiser
• 1602/03 Jakob Spanier
• 1604/05 Georg Bischmisheimer, Metzger
• 1606 Anton Lohr
• 1607 Hermann Blasbach
• 1608 Salomon Wörner
• 1609 Hans Deutschmann, Krämer
• 1610/11 Niklas Reuter
• 1612 Martin Becker
• 1613 Peter Reinheimer
• 1614 Johann Georg Syrck
• 1615 Adam Heinsgen
• 1616 Nikolaus Kraus, Schmied
• 1617 Paulus Karcher, Metzger
• 1618 Hans Peter Müller
• 1619 Heinrich Joller (Georg J., Bürgermeister, gest. 1634)
• 1620 Carinus Kalbfleisch, Wollweber
• 1621 Reinhard Barthel, Schneider
• 1622 Konrad Reiß, Weißgerber
• 1623 Johann Michael Taixon
• 1624 Johann Weißgeld, Wollweber
• 1625 Simon Becker, Metzger
• 1626 Hans Lipp, Salzhändler
• 1627 Simon Mayer, Wollweber
• 1628 Hans Martin Pistori
• 1629 Hans Denninger
• 1630 Heinrich Löw
• 1631 Lambrecht Müller, Gerber
• 1632 Johannes Erasmus
• 1633 Mathis Löw
• 1634 Daniel Schlachter, gest. / Theobald Kempf
• 1635 Joachim Lohren, gest. / Philipp Müller, ausgewandert
• 1636 Nickel Lautz
• 1637 Cola Köhl, Metzger
• 1638 Hans Nickel Mertz, Bäcker und Bierbrauer
• 1639 Johann Ludwig Callenbot, Schneider
• 1640 Peter Stehlinger, Krämer
• 1641 Stoffel Rotsch, Müller
• 1642 Hans Kaspar Holler, Müller
• 1643 Hans Konrad Reuter, Metzger
• 1644 Johann Brück, Wollweber
• 1645 Hans Nickel Karcher, Metzger
• 1646 Johann Barthel, Bäcker
• 1647 Hermann Kalbfleisch, Wollweber
• 1648 Anton Sixt
• 1649 Christoph Reinhard, Weingartner
• 1650 Hans Georg Waffenbeck
• 1651 Nickel Barthel, Krämer
• 1652 Hans Jakob Rotsch, Müller
• 1653 Johann Fels, Lohgerber
• 1654 Heinrich Jonas, Gasthalter
• 1655 Heinrich Pflug, Hafner
• 1656 Hans Jakob Hertrich
• 1657 Hans Jakob Rießer, Glaser
• 1658 Hans Philipp Schlachter, Metzger
• 1659 Hans Georg Köhl, Metzger
• 1660 Jost Schmitteborn, Wollweber
• 1661 Hans Peter Joler, Wollweber
• 1662 Hans Adolf Bohrer, Schuhmacher
• 1663 Hans Georg Reiß, Handelsmann
• 1664 Georg Albrecht Hetzhenn, Bäcker
• 1665 Simon Geißbauer, Metzger
• 1666 Johann Reiß, Schuhmacher
• 1667 Philipp Wolff
• 1668 Johann Leonhard Köhl, Metzger
• 1669 Lukas Brück, Wollweber
• 1670 Johann Nikolaus Schlachter, Metzger
• 1671 Hans Georg Rotsch, Bäcker
• 1672 Johann Friedrich Rößler, Hafner, später Gasthalter zu Arnual
• 1673 David Lorentz, Wollweber
• 1674 Hans Konrad Reuter d. J., Metzger und Krämer
• 1675 Hans Nickel Reuther, Metzger
• 1676 Hans Kaspar Holler, Metzger
• 1677 Hans Leonhard Philippi, Schmied
• 1678 Georg David Müntzer, Metzger
• 1679 Johann Mathis Fels, Rotgerber (spricht französisch)
• 1680 Lorenz Hör, Schlosser
• 1681 Hans Philipp Köhl, Metzger
• 1682 Johann Andreas Reichard, Schuhmacher
• 1683 Johann Nikolaus Karcher, Metzger
• 1684 Hans Jakob Lohren, Metzger
• 1685 Hans Nikel Lung, Metzger
• 1686 Philipp Dietrich Fürmund, Handelsmann
• 1687 Johann Heinrich Köhl, Metzger
• 1688 Hans Theobald Seyffert, Wollweber
• 1689 Hans Balthasar Geißbauer, Metzger
• 1690 Hans Heinrich Cornelius, Schuhmacher
• 1691 Christoph Betzolt, Küfer (Bedienter beim Holzhandel)
• 1692 Johann Nickel Müller, Schuhmacher
• 1693 Johann Balthasar Hufschlag, Handelsmann
• 1694 Hans Theobald (Diebold) Joller, Rotgerber
• 1695 Johann Ludwig Schmittborn, Metzger
• 1696 Hans Jakob Karcher, Metzger
• 1697 Johann Ludwig Hetzhenn, Bäcker
• 1698 Hans Philipp Weingart, Bäcker
• 1699 Heinrich Becker, Bäcker
18. Jahrhundert
• 1700 Hans Nikolaus Mühlhaus, Rotgerber
• 1701 Hans Konrad Gottfried, Weißgerber
• 1702 Georg Ludwig Fürmund, Biermacher
• 1703 Hans Leonhard Köhl, Metzger
• 1704 Hans Ludwig Schlachter, Metzer
• 1705 Hans Heinrich Geißbauer, Metzger
• 1706 Hans Nikolaus Reuter, Metzger
• 1707 Hans Georg Köhl, Bäcker
• 1708 Hans Kaspar Holler d. Jüngere, Metzger
• 1709 Hans Mathis Silbereisen, Weisgerber
• 1710 Johann Holler, Metzger
• 1711 Johann Nikolaus Korn, Tuchscherer
• 1712 Johann Philipp Becker, Bäcker und Gastwirt
• 1713 Johann Kaspar Karcher, Metzger
• 1714 Johann Bernhard Müntzer, Metzger
• 1715 Anton Scherer, Sattler
• 1716 Johann Geißbauer, Metzger
• 1717 Johann Nikolaus Karcher, Metzger
• 1718 Johann Nikolaus Brück, Wollweber
• 1719 Johann Jakob Pabst, Weißgerber
• 1720 Philipp Anton Pflug, Bäcker
• 1721 Johannes Zixt, Weißgerber
• 1722 Johannes Wagner, Rotgerber
• 1723 Ludwig Reuter, Bäcker
• 1724 Philipp Fillmann, Strumpfstricker
• 1725 Balthasar Schmidtborn, Metzger
• 1726 Andreas Scherer, Schuhmacher
• 1727 Johann Heinrich Hör, Schlosser
• 1728 Johann Georg Pabst, Weißgerber
• 1729 Konrad Fürmund, Handelsmann
• 1730 Johann Georg Korn, Tuchbereiter
• 1731 Philipp Jakob Mügel, Schneider
• 1732 Philipp Köhl, Metzger
• 1733 Magnus Schellenberger
• 1734 Balthasar Groß, Schneider
• 1735 Johann Nikolaus Scherer, Sattler
• 1736 Balthasar Pistorius, Schneider
• 1737 Stephan Löw, Strumpfstricker
• 1738 Johann Jakob Gottlieb, Dreher
• 1739 Matthias Bier, Nagelschmied
• 1740 Johann Georg Karcher, Sattler
• 1741 Johann Georg Mayer
• 1742 Philipp Ludwig Krämer, Bäcker
• 1743 Johann Philipp Reuter, Gasthalter (Stiefelwirt)
• 1744 Philipp Hör, Hutmacher
• 1745 Nikolaus Weinrank, Bäcker
• 1746 Samuel Konrad Zix, Krämer (Handelsmann)
• 1747 Johann Georg Mühlhaus, Rotgerber
• 1748 Philipp Schlachter, Metzger
• 1749 Anton Kleber, Seiler
• 1750 Matthias Weingart, Schuhmacher
• 1751 Johann Nikolaus Korn, Handelsmann
• 1752 Georg Schmidtborn
• 1753 Konrad Holler, Hutmacher
• 1754 Nickel Müller
• 1755 Samuel Karcher, Metzger
• 1756 Jakob Pabst
• 1757 Jakob Krämer, Bäcker
• 1758 Johann Anton Zix, Buchbinder
• 1759 Johann, Nikolaus Korn, Säckler
• 1760 Johann Georg Stehlinger, Dreher
• 1761 Daniel Sandel, Hutmacher
• 1762 Daniel Bruch, Gasthalter zum Stiefel
• 1763 Johann Georg Brück, Bäcker
• 1764 Ehrhard Pflug, Handelsmann
• 1765 Georg Dryander, Posamentier, Heinrich Burgermeister
• 1766 Balthasar Schlachter, Gastwirt zum Bären
• 1768 Georg Karcher
• 1769 Anstett-Müller
• 1770 Ludwig Höhr, Hutmacher
• 1771 Heinrich Gottlieb, Dreher
• 1772 Karl Karcher, Rotgerber
• 1773 Christian Weingart, Schuhmachermeister
• 1774 Georg Philipp Pistorius, Schneidermeister
• 1775 Kaspar Kiesel
• 1776 Johann Heinrich Stocky, Schneidermeister
• 1777 Johann Nikolaus Groß, Bäckermeister
• 1778 Friedrich Eichacker, Küfermeister
• 1779 Philipp Jakob Köhl, Metzger
• 1780 Balthasar Karcher, Sattlermeister
• 1781 Konrad Weingart, Schuhmachermeister
• 1782 Philipp Ludwig Hör, Feilenhauer
• 1783 Konrad Pabst, Sternwirt
• 1784 Jakob Krämer
• 1785 Jakob Groß
• 1786 Theobald Konrad Kriegenmeyer
• 1787 Andreas Ellmann, Wollweber
• 1788 Johann Nikolaus Karcher, Gasthalter zur Krone
• 1789 Johann Nikolaus Pflug, Bäckermeister
• 1790 Johann Georg Kohl, Buchbinder
• 1791 Philipp Messinger, Glasermeister
• 1792 Johann Bickelmann, Bäckermeister
• 1793 Georg Jakob Reuter, Drehermeister
• 1794 Johann Jakob Karcher, Gastgeber
• 1795 Samuel Pflug, Handelsmann
• 1796 Karl Steeg, Schneidermeister / Samuel Köhl wegen Leibesschwäche zurückgetreten
• 1797 Philipp Anton Pflug
• 1798 Johan Georg Pflug, Bäckermeister
19. Jahrhundert
• 1798–1815 französische Verwaltung
• 1816–1846 mit der Gesamtgemeinde Saarbrücken vereinigt
• 1846 Johann Friedrich Lucas, Gemeindevorsteher
• 1849 Friedrich Bentz, Gemeindevorsteher, seit 1850 Bürgermeister
• 1862 Karl Karcher, Bürgermeister
• 1868 Karl Heinrich Rumschöttel, Bürgermeister
• 1872 Hermann Falkenhagen, Bürgermeister
• 1888 Alfred Paul Neff, Bürgermeister
20. Jahrhundert
• Seit 1. April 1909 ist St. Johann mit der Stadt Saarbrücken und der Stadt Malstatt-Burbach zur Großstadt Saarbrücken vereinigt.

## Infrastruktur

### Post

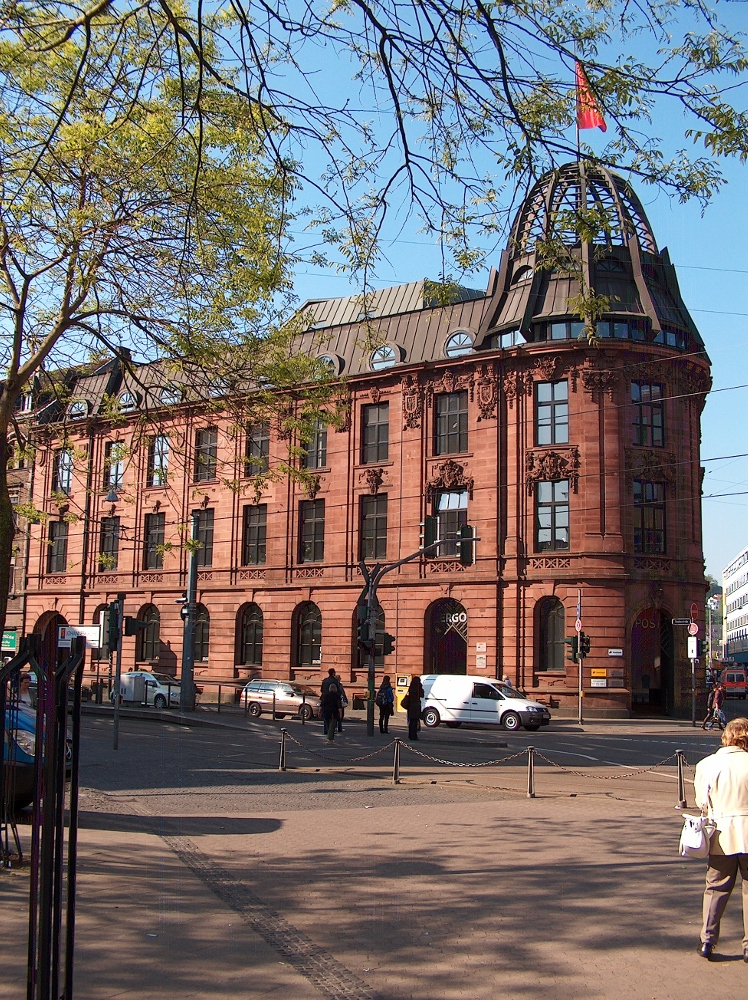
Altes Postamt St. Johann (Saarbrücken)

- Wilhelm Franz entwarf in St. Johann im Jahr 1898 in der Dudweilerstraße 15/17, unweit des Rathauses St. Johann, das Postamt in neobarocken Formen.
- Alte Post (Saarbrücken)

Die Alte Hauptpost in Saarbrücken ist das ehemalige Postamt der Landeshauptstadt. Das Gebäude wurde in den Jahren 1928/29 als Dienstgebäude der Oberpostdirektion für das Saargebiet und Hauptpostamt der Stadt Saarbrücken erbaut. Die Entwürfe stammen von dem Architekten Ludwig Nobis nach einem Grundriss von W. Hausmann. Es dient zurzeit als Sitz des saarländischen Bildungsministeriums. Das Gebäude steht als Einzeldenkmal unter Denkmalschutz.

### Eisenbahn

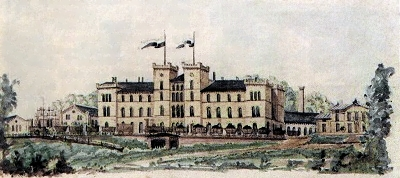
Bahnhof in St. Johann, 1862

- Saarbrücken Hauptbahnhof: Der St. Johanner Bahnhof wurde im Jahr 1852 eröffnet. Das heutige Gebäude (120 Meter Länge und 26 Meter Höhe) wurde im September 1967 eingeweiht. Die offizielle Inbetriebnahme des modernisierten Bahnhofs erfolgte am 15. Dezember 2007.

### Parks
- Echelmeyerpark

## Friedhöfe
- Friedhof St. Johann

## Kultur & Sehenswürdigkeiten

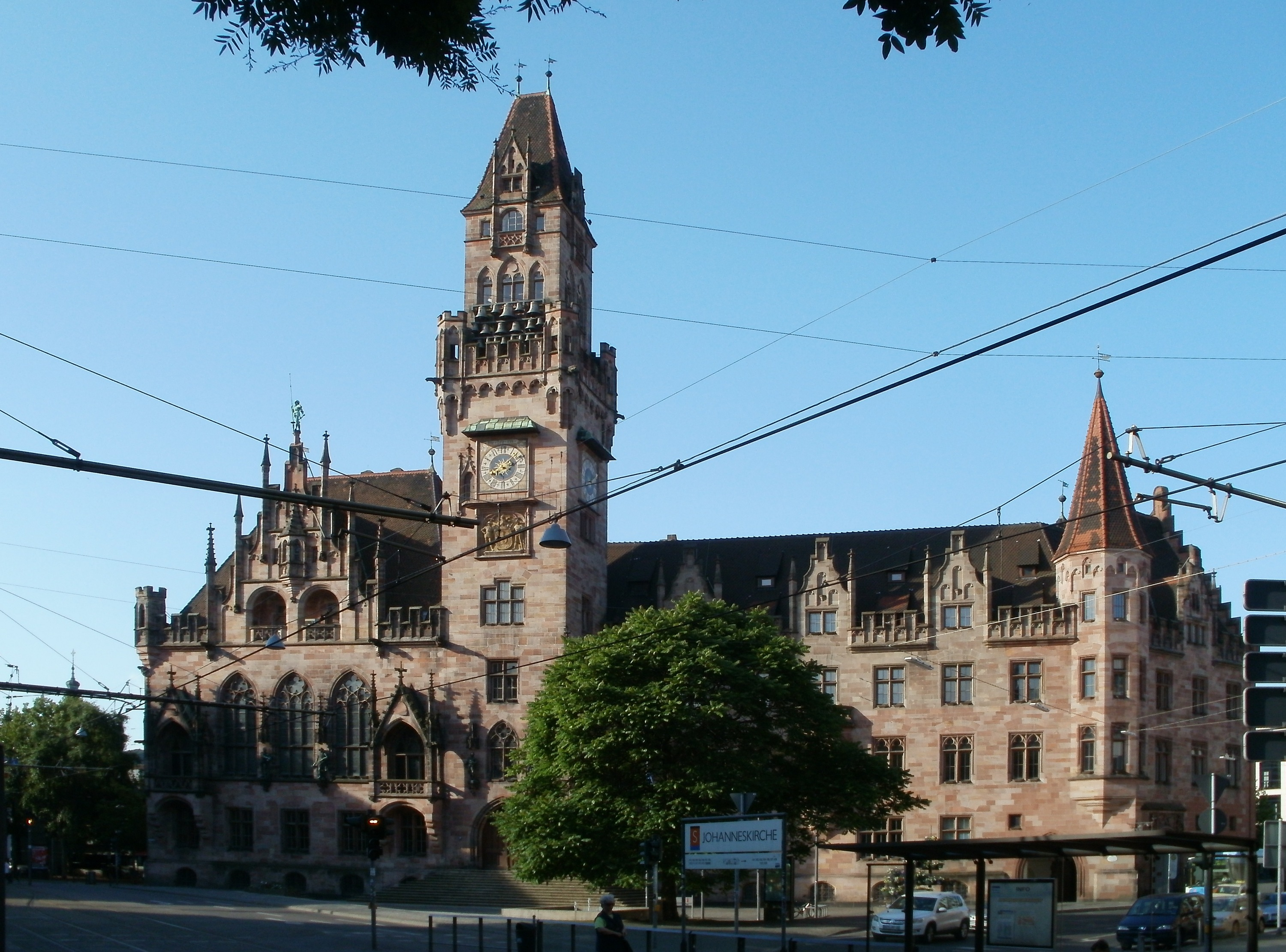
Rathaus St. Johann

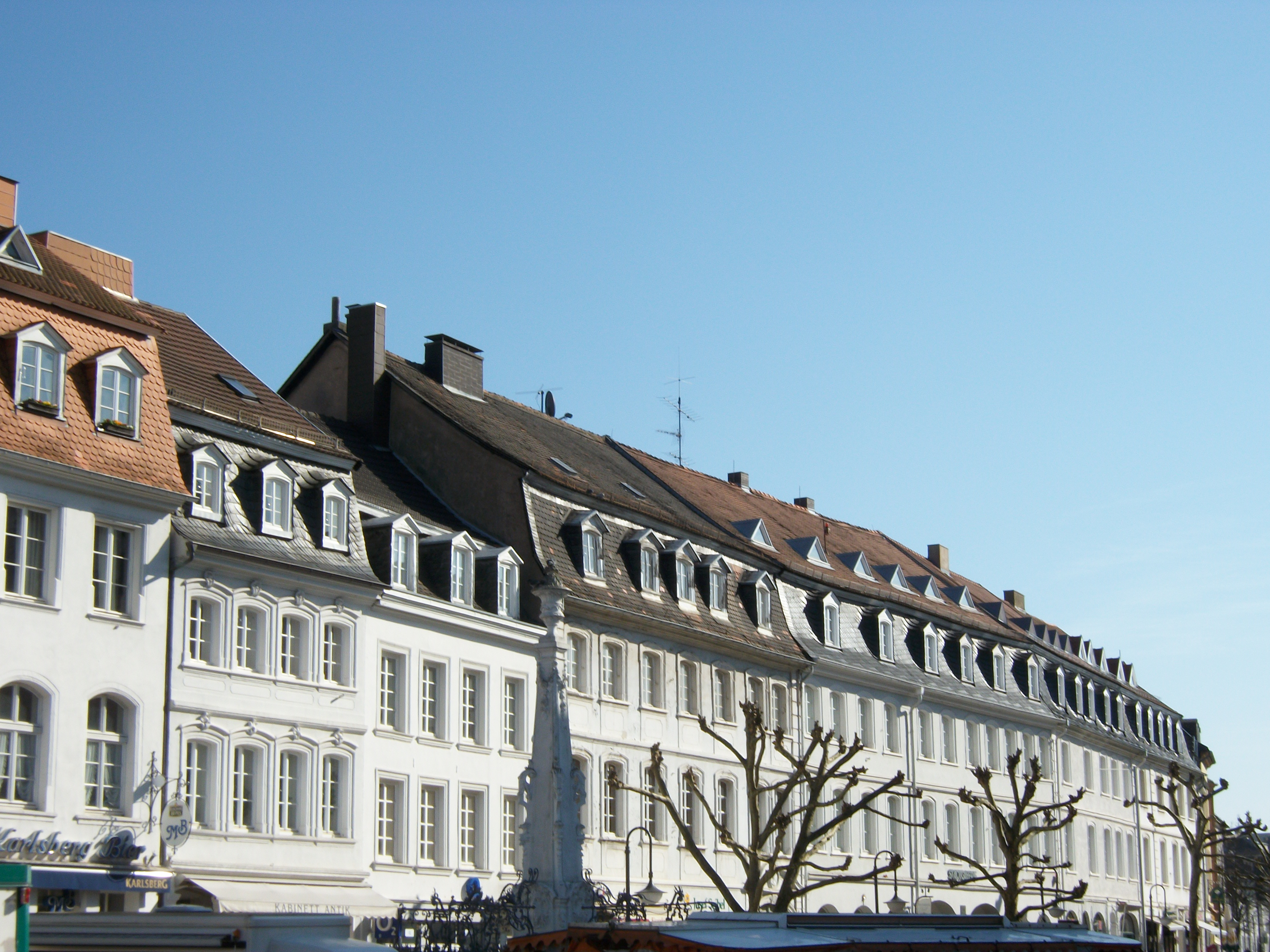
Häuser am St. Johanner Markt

### Marktbrunnen
Der von Friedrich Joachim Stengel erbaute St. Johanner Marktbrunnen befindet sich am St. Johanner Markt.

### Rathaus
Das neospätgotische Rathaus St. Johann wurde von 1897 bis 1900 von Georg von Hauberrisser erbaut.

### Staatstheater
Ein weiteres St. Johanner bzw. Saarbrücker Wahrzeichen ist das am Schillerplatz gelegene Saarländische Staatstheater, das von 1936 bis 1938 von Architekt Paul Otto August Baumgarten erbaut wurde.

### Kunst im öffentlichen Raum

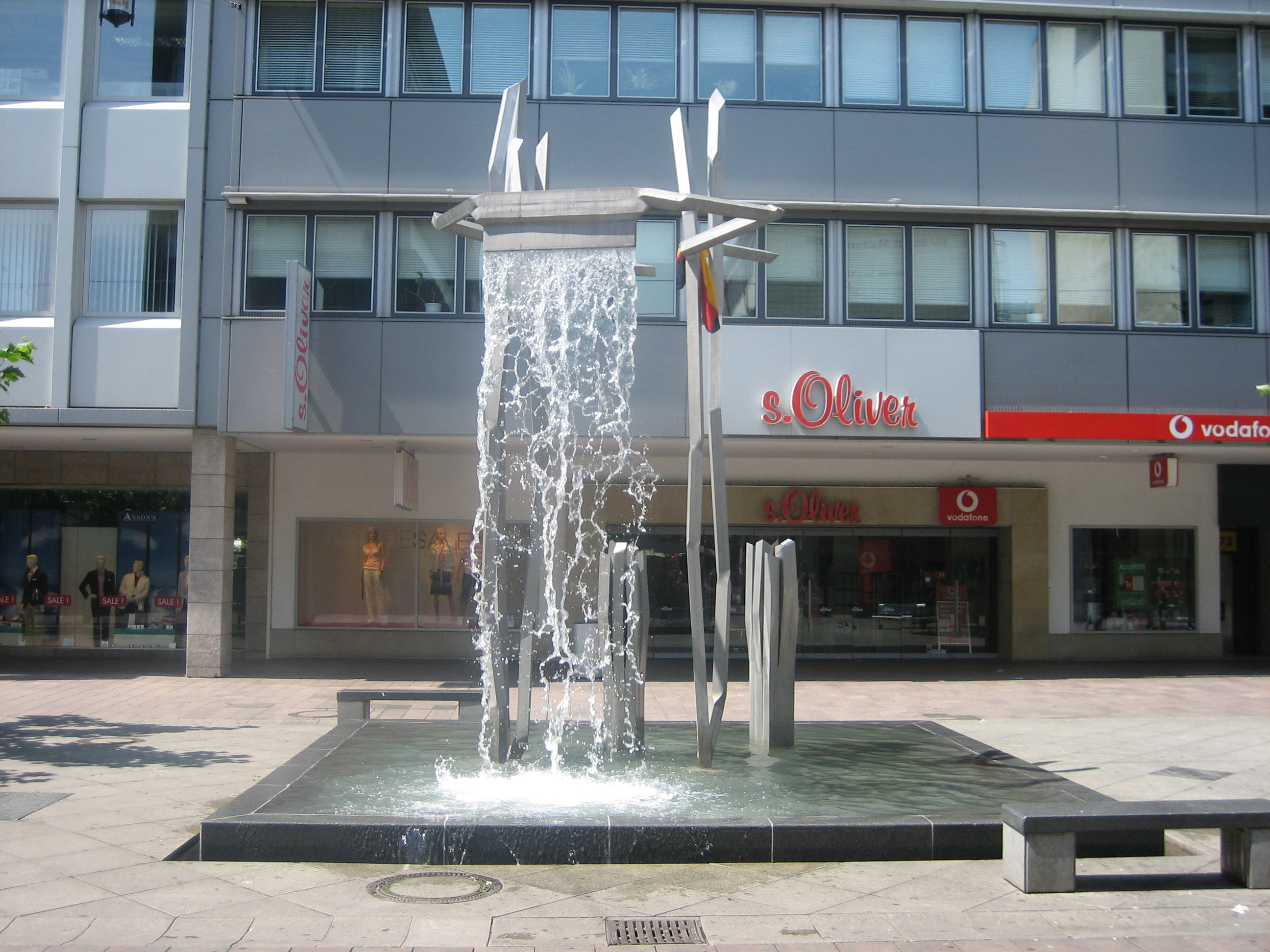
Brunnenanlage „Saarbrücker Wasser“, des Stahlbildhauers Robert Schad

- Brunnen „Saarbrücker Wasser“, Robert Schad, 1997, Bahnhofstraße

Das niedrige Wasserbecken besteht aus Granit und ist 6,40 m² groß. Die Stahlskulptur erreicht eine Höhe von sechs Metern. Der Brunnen steht im Kreuzungsbereich Bahnhofstraße-Sulzbachstraße. Von den eingereichten 13 Entwürfen eines beschränkten Wettbewerbes entschied sich die Jury einstimmig für den Entwurf des aus Ravensburg stammenden Bildhauers Robert Schad. Die markante, dabei leicht und filigran wirkende Brunnenplastik ist aus hohlem Vierkantedelstahl geschmiedet. Zwei schlanke Bündel aus geknickten Elementen halten eine schmale Fläche, über die sich eine Wasserwand in das Brunnenbecken ergießt. Eine aufwändige Brunnentechnik steuert die vom Künstler komponierte Choreographie des programmierten Wasserspiels.
- Saarbrücken Trierer Straße, Ehrenmal in der ehemaligen Bergwerksdirektion „Unseren toten Bergleuten“, 1964, drei Rundbogenfenster, farbige Bleiverglasung, je 3,10 × 1,20 m, Künstler: Ferdinand Selgrad, Ausführung: Firma Wilhelm Derix, Rottweil (Neckar),

Am 7. Februar 1962 kam es in der Grube Luisenthal zu dem schwersten Unglück in der Geschichte des Steinkohlebergbaus an der Saar. Durch eine Schlagwetterexplosion wurden 298 Bergleute getötet. Dieser Unglücksfall bewog den Vorstand der Saarbergwerke AG zu dem Entschluss, ein Ehrenmal zum Gedenken an alle Saarbergleute, die in Ausübung ihres Berufes den Tod gefunden hatten, einzurichten.
Als Ort für dieses zentrale Erinnerungsmal wählte man das Verwaltungsgebäude der Saarbergwerke AG, das historische Gebäude der Königlich-Preußischen Bergwerksdirektion, die zwischen 1815 und 1918 den Kohlebergbau in diesem Teil der Rheinprovinz organisiert und geleitet hatte. Das repräsentative, stadtbildprägende Gebäude geht auf einen Entwurf der Berliner Architektengemeinschaft Martin Gropius und Heino Schmieden zurück. Es wurde in den Jahren 1877 bis 1880 erbaut.
Zur Erlangung des Ehrenmals wurde ein Arbeitskreis eingesetzt, der als angemessenen Platz für das Gedenkzeichen eine Fensterreihe auf dem ersten Podest der Haupttreppe erkannte. Ein beschränkter Wettbewerb, zu dem sechs saarländische Künstler und sechs Künstler von außerhalb eingeladen wurden, erbrachte insgesamt 15 Entwürfe. Aus der Vorauswahl des Arbeitskreises entschied sich der Vorstand der Saarbergwerke AG für den Entwurf von Ferdinand Selgrad. Der aus Neunkirchen (Saar) gebürtige und in Kaiserslautern, Saarbrücken und Paris ausgebildete Selgrad arbeitete damals als freier Künstler und war durch Glasfenster, Mosaike, Reliefs und Wandmalereien für Kirchen und öffentliche Gebäude hervorgetreten.
Selgrad stellt den toten Bergmann in das Zentrum der figürlichen Darstellung, umgeben von der hinterbliebenen Familie und Bergmannskollegen. Im Mittelfenster hält die Frau den schweren, leblosen Körper des Toten mit den schlaff herunterhängenden Armen. Sein weißer Schutzhelm und die umgefallene, erloschene Grubenlampe liegen auf der Erde. Im rechten Fenster stehen die beiden trauernden Kinder, denen die Schutzpatronin der Bergleute, die Heilige Barbara an die Seite gestellt ist. Im linken Fenster schließlich halten zwei Bergmänner mit leuchtenden Lampen die Ehrenwache. Sie tragen ihre Festtagsuniformen, erkennbar an den hohen Hüten mit den roten Federbüschen; die rechte Figur ist zusätzlich durch einen Häckel ausgezeichnet. Blau ist die vorherrschende Farbe des Triptychons. Ein dunkles, in zwei horizontalen Streifen für den Hintergrund eingeführtes Rot verbindet die Fensterbahnen, aber auch das gemeinsame Motiv der Fördergerüste, deren Räder in Schwarz hinter den Köpfen der Figuren erscheinen. Den vornehmlich dunklen Farben und der fahlen Blässe von Gesichtern, Armen und Händen setzt Selgrad einen tröstlichen, hoffnungsvollen, warmen Gelbton entgegen, der insbesondere in den Lampen der Bergleute und dem Turm der Heiligen Barbara leuchtet und die Haare der Lebenden erhellt.
Das Gebäude der ehemaligen königlich-preußischen Bergwerksdirektion ist auf der aktuellen Denkmalliste des Saarlandes (Stand 11. Oktober 2010) weiterhin als Einzeldenkmal innerhalb des Ensembles Triererstraße ausgewiesen, obwohl es unter erheblichem Substanzverlust umgebaut und in den Komplex einer im Oktober 2010 eröffneten Einkaufs- und Erlebnisgalerie einbezogen wurde. Der Umbau bedeutete eine weitgehende Entkernung des historischen Gebäudes; seine Fassaden und das Treppenhaus blieben größerenteils erhalten und wurden in den neuen Galeriekomplex einbezogen. Der Hof, von dem aus die farbigen Glasfenster von Ferdinand Selgrad das Sonnenlicht erhielten, wurde zu einem Innenraum umgewandelt, der ebenso wie das Treppenhaus nun künstlich beleuchtet wird.

## Religion

### Christentum

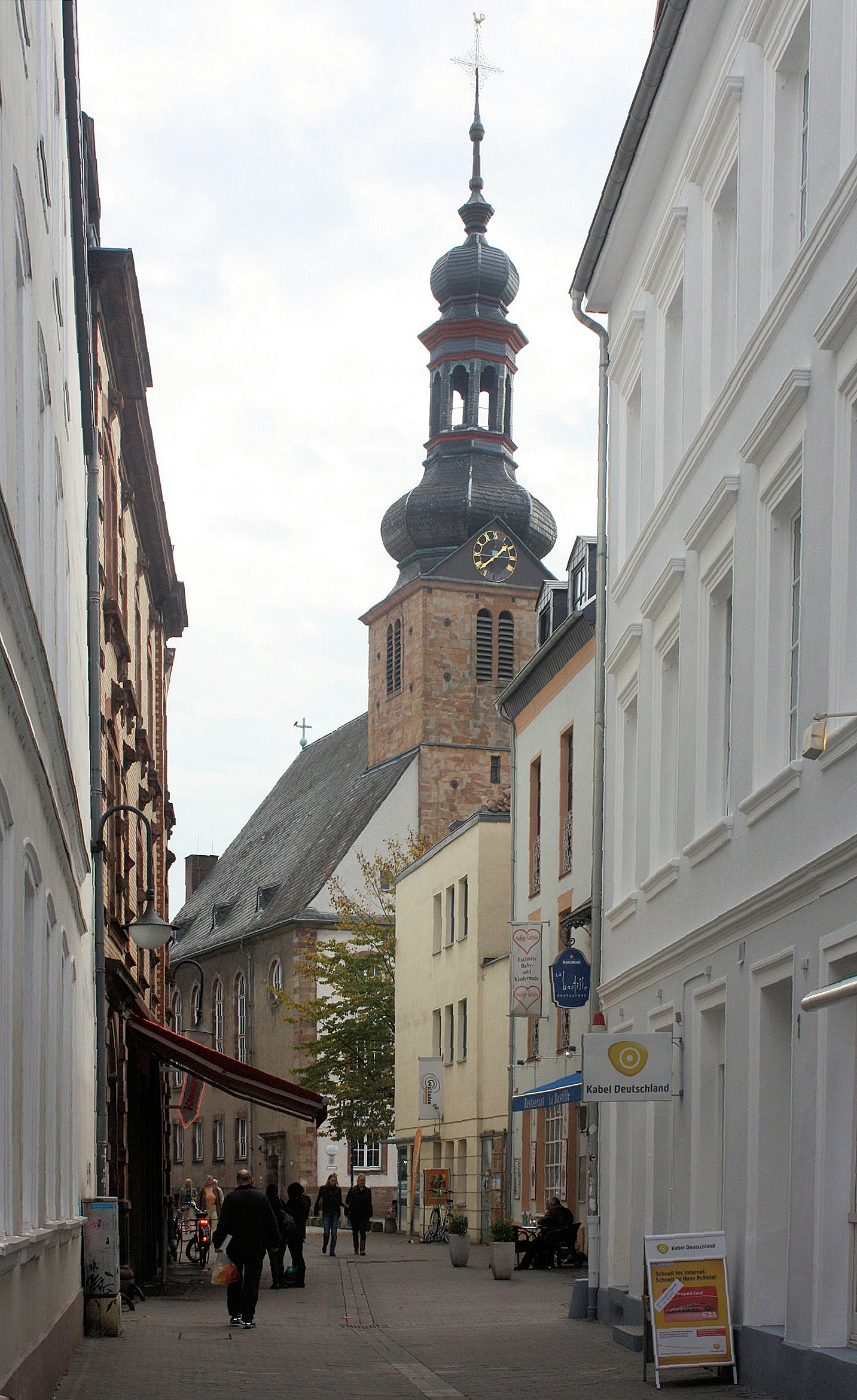
St. Johann, Alte evangelische Kirche St. Johann

- Alte evangelische Kirche St. Johann:

Auf Druck der französischen Oberhoheit unter König Ludwig XIV. musste man die Kirche St. Johann (heute Ort der Basilika St. Johann) den Katholiken überlassen. Anstelle der alten Johanneskapelle wurde von 1754 bis 1758 vom Baumeister Friedrich Joachim Stengel die Kirche St. Johann errichtet. Die evangelischen Gläubigen der Stadt St. Johann mussten nun zum Gottesdienst die Saarbrücker Schlosskirche aufsuchen, die allerdings zu diesem Zeitpunkt zerstört war. Erst im Jahr 1682 begann mit Hilfe von Spenden ein provisorischer Wiederaufbau. Damit auch die St. Johanner Stadtgemeinde eine eigene evangelische Kirche zur Verfügung hatte, förderte Graf Karl Ludwig von Nassau-Saarbrücken den Neubau eines Gotteshauses. Doch bevor er damit beginnen konnte, starb er am 6. Dezember 1723.
Der Grundstein zur evangelischen Kirche wurde damit erst unter der Herrschaft von Graf Friedrich Ludwig von Nassau-Ottweiler am 4. April 1725 gelegt. Die feierliche Einweihung fand am 24. Juni 1727 statt. Der Bau wurde nach Plänen der Baumeister Bernhard Trabucco, Jost Bager aus Idstein und Dominique Garosso aus Ottweiler im barocken Stil als geostete Saalkirche mit dreiseitigem Chorschluss und eingezogenem Westturm erbaut. Die Innenausstattung stammte von Ferdinand Ganal aus Saarlouis. Die Zimmererarbeiten einschließlich der charakteristischen Zwiebelhaube (identisch mit der Turmhaube der Saarbrücker Schlosskirche) übernahm der Saarbrücker Paul Bucklisch. Die Baukosten betrugen 9.200 Gulden. Das gräfliche Haus steuerte dabei 2.000, das Stift St. Arnual 1.500, die Stadt St. Johann 1.600 in Form von Holzlieferungen, die Herren von Stockum 930 Gulden bei. Der Restbetrag wurde durch Spenden finanziert. Die silbernen Kultgeräte stiftete das Grafenhaus. Die Glocke wurde von Rentmeister Johann Matthias Löw und Anna Margarete Köhl gestiftet. Im Zeitraum 1912/1913 war die Kirche restauriert worden.
Im Zweiten Weltkrieg wurde die Kirche beim großen Bombenangriff auf Saarbrücken am 5. Oktober 1944 durch eine Luftmine stark beschädigt und stürzte im Winter 1945/1946 ein. An der Frontseite stand nur noch der stark beschädigte Turm, während die Mauern nach außen gedrückt worden waren. In den Jahren 1950/1951 wurde sie in veränderter, schmuckloser Form wieder aufgebaut, der eigentliche Kirchenraum befindet sich jetzt im Obergeschoss, während sich darunter im Erdgeschoss andere Räumlichkeiten der Gemeinde St. Johann befinden.
- Basilika St. Johann, (kath.)

Die katholische Basilika St. Johann liegt in der Nähe des St. Johanner Marktes, sie wurde durch den Architekten Friedrich Joachim Stengel im Stil des Barock errichtet. Die im Jahr 1975 von Papst Paul VI. zur Basilika minor erhobene Kirche steht an der Stelle der ersten mittelalterlichen Kapelle des ehemaligen Fischerdorfes St. Johann, die der Überlieferung nach durch den Metzer Bischof Arnulf von Metz im 7. Jahrhundert dem hl. Johannes dem Täufer geweiht worden war.
- Johanneskirche, (ev.)

Die neugotische evangelische Johanneskirche Saarbrücken wurde im Jahre 1898 fertiggestellt und steht gegenüber dem Rathaus St. Johann.
- Maria Königin, (kath.)

Die katholische Pfarrkirche Maria Königin wurde vom Kölner Kirchenarchitekten Rudolf Schwarz erbaut. Sie wurde auf Initiative des Oblatenpaters Augustinus Reinstadler zu Ehren des marianischen Jahres 1953–1954 in Erinnerung des Jahrhundert-Jubiläums der feierlichen Verkündigung des Dogmas der Unbefleckten Empfängnis mit finanzieller Unterstützung der saarländischen Landesregierung errichtet und am 31. Mai 1959 durch den Trierer Bischof Matthias Wehr geweiht.
- St. Michael, (kath.)

Die römisch-katholische Kirche St. Michael wurde in den Jahren 1923/24 nach Plänen des Architekten Hans Herkommer erbaut und ist seitdem von der Grundfläche des Innenraumes her das größte Kirchengebäude in der saarländischen Landeshauptstadt vor der evangelischen Ludwigskirche (Stadtteil Alt-Saarbrücken).
- Christuskirche, (ev.)

Die Kirche wurde in den Jahren 1955 bis 1959 nach Plänen von Rudolf Krüger auf dem St. Johanner Rotenbühl errichtet. Der Altar wurde von Albert Schilling geschaffen, die Glasfenster wurden von Harry MacLean gestaltet.

### Judentum
- Synagoge Saarbrücken: Das erste jüdische Sakralgebäude St. Johanns war in den Jahren 1888–1890 nach den Plänen des Saarbrücker Architekten Friedrich Mertz im maurischen Stil an der Ecke Futterstraße 25/Kaiserstraße erbaut worden.[33] Die Synagoge wurde während der gewalttätigen Ereignisse der sogenannten Reichskristallnacht am 9./10. November 1938 zerstört. In den Jahren 1948 bis 1951 entstand nach Plänen von Heinrich Sievers am Beethovenplatz in der Lortzingstraße eine neue Synagoge mit 248 Plätzen. Am 14. Januar 1951 fand die feierliche Einweihung des Saarbrücker Sakralbaues statt. Die Saarbrücker Synagoge ist damit die früheste Nachkriegssynagoge auf dem Gebiet des heutigen Deutschland.[34]

## Persönlichkeiten
- Heinrich Karcher (1718–1786), Unternehmer
- Johann Sebastian Bruch (1759–1828), Kaufmann, Richter, Politiker, Bürgermeister von Worms und Alt-Saarbrücken
- Ludwig Heinrich Röchling (1796–1870), Großkaufmann und Politiker
- Carl Heinrich Karcher (1808–1875), Unternehmer
- Ludwig Heinrich Röchling (1839–1901), Gutsbesitzer und Politiker
- Friedrich Bernhard Karcher (1845–1925), Unternehmer
- Theodor Sehmer (1847–1907), Unternehmer
- Carl Ludwig Karcher (1850–1902), Ingenieur, Kaufmann und Stahlgussfabrikant
- Simon Wronker (1860–1921), Kaufmann und Unternehmer
- Heinrich Lampert (1874–1933), Unternehmer und Präsident der Handelskammer Saarbrücken
- Eduard Sehmer (1874–1945), Unternehmer und Gutsbesitzer
- Theodor Sehmer (1885–1979), Maschinenbauingenieur, Industrieller und Kunstsammler
- Hermann Schrader (1885–1968), Vorstandsmitglied des Bundesverbandes der landwirtschaftlichen Berufsgenossenschaften